# Poligalatturonato 4-alfa-galatturonosiltransferasi
La poligalatturonato 4-alfa-galatturonosiltransferasi è un enzima appartenente alla classe delle transferasi, che catalizza la seguente reazione:
UDP-D-galatturonato + (1,4-α-D-galatturonosile)n ⇄ UDP + (1,4-α-D-galatturonosile)n+1